# Села (бог)
Се́ла (Се́ли, Сте́ла) — в вайнахской мифологии бог дождя, огня и домашнего очага.

## Характеристика
Самый почитаемый в языческой религии ингушей и чеченцев. Суровый, но справедливый бог, от которого зависит судьба и благоденствие народа. Чеченцы называли его «золотой силой». Он физически уязвим перед нарт-орстхойцами, которые выступают против его воли и причиняют увечья. Обитает на вершине горы Цай-лам. Села приковал нарта Пхьармата к горе, за то что он похитил для людей огонь.

#### Семья и дети
Села является отцом Села-Саты и семи (восьми) сыновей от богини Фурки (Дарза-нана).

#### Атрибуты и символы
Атрибутами бога является молния или «головешка Сели» — «Сели-хьашк», Стела хаьштиг, которой он карает грешников и преступников. Считалось, что весною земля прогревается и её можно пахать тогда, когда в неё бог Села ударит своей головешкой, которая была невидима, ибо была величиною с просяное зёрнышко, но обладала огромной силой тепла. Удар молнии также считали ударом головешки Селы.
Радуга называется «луком Селы» — «Села (Стела) Iад». «Свет Сели» — «Сели де».
Символом бога считался орёл. Если у горы Цейлом кто-нибудь видел летающего орла, он возносил ему молитву, так как считалось, что Села иногда летает по небу в облике орла.
Помимо того, вайнахи знают следующих птиц, посвящённых божеству: Стела къайг (сорока), Стела(Села) Сата (иволга) — птицы грома и молнии Стелы.

## Культ Сели

### Календарь
Ему посвящён третий день недели (среда) — «кер Сели» и пятый месяц в году (май) — «Сели-бутт». В третий день недели, среду, запрещалось давать кому-либо вещи из дома, в первую очередь огонь, а также выбрасывать золу. В мае в честь бога совершают жертвоприношения.

### Святилища и обряды
- По словам жреца Ганыжа в Мецхальском обществе, святилище находилось в месте «Сели тӏе», близ села Моруч.«Режут баранов около эльгыца. Цӏайнсаг (жрец) произносит свою длинную молитву, с обнажённой головой и стаканом пива в правой руке, обратясь к востоку лицом»[4].
- Академик Шёгрен сообщает, что на сухом овраге (Гушмаге) в горной Ингушетии, под дубом, разбитым молнией, ингуши совершали присяги. Присяги, клятвы и обещания, данные на этом месте, считались нерушимыми[8]. (Сборник газеты Кавказ, издаваемый О. И. Константиновым. — Тифлис, 1846—1847).
- В Обане есть Кори-Сели, у фяппинцев Кеат-Сели, у жителей Хамышка — Воу-Сели. Предположительно, Кори и Кеат — это имена людей, отмеченных богом Сели. Воу-Сели — башня, в которую попала молния бога Селы. В горном обществе Зумсой два  урочища — Селгуне и Селета, где совершались культовые праздники[9][10].
- За неделю до праздника в честь Сели, который справлялся в начале лета, девушки и женщины ходили к воде. Они бросали в воду часть из приготовленной заранее каши (пшеничную или кукурузную), масла и молока и просили у бога изобилия. Закончив ритуал, женщины угощались, а затем шли домой[8].

### Смерть от удара молнии
Убитого молнией человека причисляли к святым, отмеченным самим Селой. Покойника одевали во всё белое, как жреца. Оплакивать убитого запрещалось, считалось что покойнику будет настолько неприятно, что труп его станет чёрного цвета. Места, где был убит молнией человек или животное, считались вайнахами священными, туда ежегодно отправлялись совершать жертвоприношения. Похороны отличались от обыкновенных. Со слов жреца Ганыжа, некто убил по ошибке девушку, переодетую в парня. Убийство девушки считалось позором, и Сели не оставил убийцу безнаказанным. Вскоре его нашли убитым молнией. Родственники убитого построили для него святилище. .

## В мифологии

### Горжай и Села
Однажды орстхойцы хотели угнать стадо баранов пастуха Горжая. Благочестивый пастух, ежегодно исправно приносивший жертву богу Сели, долго не хотел верить своим ушам, чтобы кто-нибудь из смертных осмелился безнаказанно посягнуть на его добро. Но когда убедился, что орстхойцы. действительно, угнали его баранту, он обратился к Небу со следующими словами: «Орстхойцы пришли угнать моё белое (чистое) стадо, из которого я всегда приносил лучшего барана Богу и великим святым. Заступитесь за меня, все святые (цӏу)!» Его мольбам внял бог Сели, обитающий на небесах: неожиданно поднялась буря, разразилась гроза и пошёл проливной дождь, и все жители с Горжаем погнались за орстхойцамн."Надо идти потише; пусть догоняет Сели, я пожму бока этому святому!" — промолвил Сеска-Солса. Действительно, Сели догнал их, и Сеска-солса схватил его и поломал ему рёбра (бока): буря и гроза утихли; получив свободу, Сели оставил преследование орстхойцев, и последние угнали стадо Горжая безнаказанно.

### Пхьармат
Пхьармат украл огонь для нарт-орстхойцев у громовержца Стелы, и за это бог наслал на людей несчастья. Чтобы исправить это, он пришёл к Стеле, и тот обрёк его на вечные муки, приказав приковать цепями к горе Бешлам (Казбек). Каждый день к нему прилетала птица Ида и клевала печень.

## В художественной литературе
- Сергей Стратановский, стихотворная пьеса «Пхармат прикованный»[12].
- Nelly Freud (Наиля Ерусланова), стихотворение «К богу — Села»[13].

## В изобразительном искусстве
В изобразительном искусстве Сели изображён на холсте современным российским художником Nelly Freud (Наиля Ерусланова).

## Топонимия
СиелтӀа-гӀала (Сиелта-гала) — урочище на южной стороне села Хьевхьа. Культовое место языческого периода.
Сиелтӏа (Сиелта) — урочище на южной стороне села Хьевхьа, где находится и «СиелтӀа-гӀала». Здесь, вероятно, был расположен языческий храм, посвящённый верховному богу Селе. (СиелтӀа-ара).